# Patea

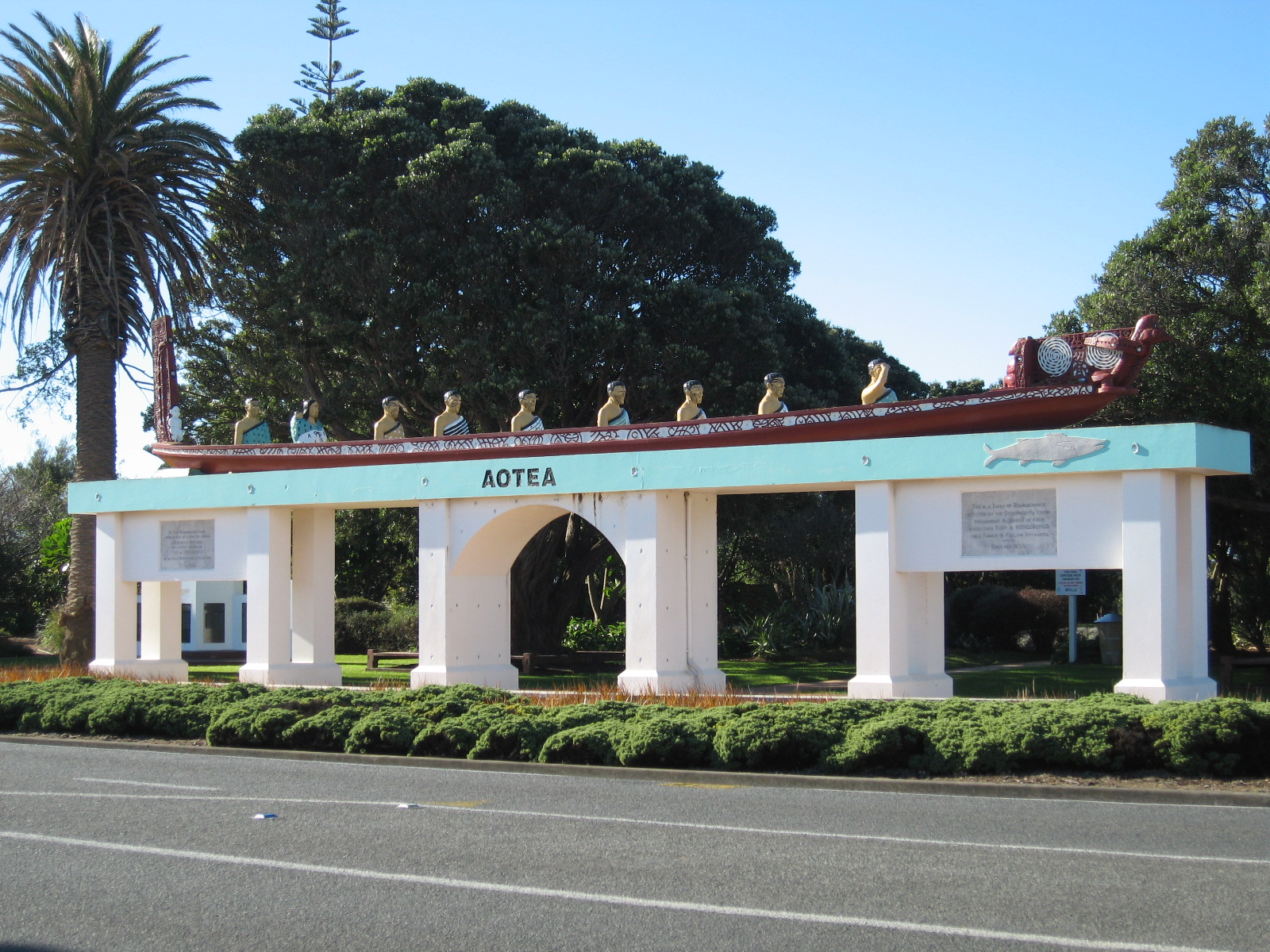
Le monument du souvenir du canoë Aotea dans l’arche à Patea

Patea est la troisième plus grande ville du sud de la région de Taranaki dans l’Île du Nord de la Nouvelle-Zélande.

## Situation
Elle est située sur le trajet du fleuve Patea, à 61 kilomètres au nord-ouest de la localité de Wanganui sur le trajet de la route State Highway 3/ SH 3 (en).
La ville d' Hawera est située à 27 km au nord-ouest, et celle de Waverley à 17 km à l’est.
Le fleuve  Patea s’écoule à travers la ville à partir du nord-est et se jette dans le South Taranaki Bight (en) , .
Pour les anciennes élections de 1893 à 1963 voir électorat de Patea (en).

## Population
La population lors du recensement de 2006 en Nouvelle-Zélande était de 1143 habitants, en diminution de 159 résidents par rapport à 2001.

## Histoire
La ville de Patea, appelé initialement «Carlyle» ou «Carlyle Beach» pendant un certain temps par les colons européens, était située plus près de l’embouchure du fleuve  Patea que la ville actuelle.
Durant les Guerres Maoris (en), Patea était une implantation militaire importante.
Les forces du général Duncan Alexander Cameron  arrivèrent au niveau de l’embouchure de la rivière le 15 janvier 1865 et construisirent des redoutes des  deux côtés du cours d’eau.
Quand les hostilités cessèrent, Patea devint une ville de marché.
La première des sections du site de la ville actuelle fut vendue en 1870.
Une compagnie locale de commerce fut établie en 1872, et une amélioration du port fut entreprise.
La ligne de chemin de fer ligne allant de Marton à New Plymouth (en) via la localité de Patea fut terminée en mars 1885.
Le « Carlyle Town Board», fut créé vers 1877 pour administrer la ville et fut remplacé par un conseil de borough constitué le 13 octobre 1881 sous le nom de Patea.

## Activité économique
En 1920, Patea était le plus important port d’exportation de fromages du monde.
Le « Grader Cool Store» recevait des fromages pour leur classification, en provenance de tout le sud de la région de South Taranaki et aussi loin que le sud des collines de «Oroua Downs» près de la ville d’Himatangi.
Après leur classification, ils étaient chargés dans des caboteurs au quai pour leur transport vers Wellington, où ils étaient transbordés dans des cargos internationaux pour l’exportation.
Le port ferma en juillet 1959.

## Réputation
Patea devint connu en 1984 comme le domicile du chanteur Dalvanius Prime (en) et du Patea Māori Club (en).
Leur single, "Poi E (en)", indique une impulsion accrue pour la musique populaire contemporaine Māori.
La ville attira à nouveau l’attention nationale en 1982 quand le principal employeur, le «Patea Freezing Works», dut fermer

## L’entreprise «Patea Freezing Works»
Au début des années 1880: le prédécesseur de l’entreprise «Patea Freezing Works» s’installa sur la berge est du fleuve Patea.
L’installation de chambres froides pour prendre en charge des produits laitiers, fut suivi en 1901 par l'adjonction des évolutions de ce qui devint connu sous le nom de «Patea Freezing Co-Op», l'employeur primaire du secteur de South Taranaki.
Les réformes stratégiques, l’inefficacité et la surproduction dans l’ensemble du pays entraînèrent la fermeture de l’entreprise en septembre 1982.
En février 2008, les bâtiments restants souffrirent de plusieurs incendies sévères.
Les dommages étaient étendus et avec des risques pour de la santé , représentés par l’exposition à l’amiante en rapport avec l’isolation des murs des chambres froides. 
La ville chercha les possibilités de démolition.
En mars 2010, le site fut divisé en lots entre les propriétaires des blocs en tant que propriétés privées.

## La ville actuellement
La construction du brise-lame de Patea débuta en 1878 et il fut restauré par le «South Taranaki District Council».
Patea a gardé une forte orientation communautaire et profite de nombreux services comprenant un centre médical bien équipé, une piscine et un centre de repos, qui est la propriété du trust.
La ville est aussi la localisation du musée de south Taranaki (en).
Patea et la communauté alentour a une bibliothèque nommée « LibraryPlus »  dépendant du conseil du district de South Tanaraki (en), qui fournit dans un même lieu, les services complets d’une bibliothèque et les services en rapport avec le Conseil, comprenant par exemple l’enregistrement des chiens, le payement des taxes ou la demande de permis de construire.
D'autres services comprennent un  «Tot Time » pour les moins de cinq ans, un service de mots croisés du matin et un club du livre pour les enfants du niveau intermédiaire ou supérieur.
La « LibraryPlus » a 6 ordinateurs offrant un accès libre à internet et à Skype.

## Personnalité locale notable
Plusieurs kilomètres à l'est de Patea trouve la petite communauté de Whenuakura, où le golfeur néo-zélandais Michael Campbell a vécu son enfance.
Il a appris à jouer au golf au Patea Golf Club, sur les falaises dominant la mer de Tasman.
Il a couronné sa carrière professionnelle en gagnant l'U.S. Open en Juin 2005, et trois mois plus tard, le HSBC World Match Play Championship.

## Éducation
- L'école de «Patea Area School» est une école composite allant de l'année 1 à 13, avec un effectif de 170 élèves[6].

Jusqu'en 2005,l'école était dénommée «Patea High School». Elle devint une école de secteur quand «Patea Primary School» ferma. L'école primaire avait été fondée en 1875.
- L’école «St Joseph's School» de Patea est une école catholique, intégrée au public, contribuant au primaire, allant de l’année 1 à 6, avec un effectif de 34 élèves [9].L'école fut établie en janvier 1904 [10].

Les  deux écoles sont mixtes et ont un taux de décile de 1.

## Autres lectures
- (en) South Taranaki District Council Heritage files (Local Government Historical Body)
- (en) Historical Settlements: From Whanganui to New Plymouth—N.J Taniwha—Wanganui—summary 2001 1st year 1997 subm. Political Essay—Infrastructure—Patea Freezing Works Government deregulation and asset assumption—A political agenda. National Congress Lib. Washington USA.
- (en) Cheese Grading Store: Ian Church, Little Ships of Patea (Dunmore Press 1977); Jack Churchouse, past curator Wellington Maritime Museum.; N. Campbell, Historic papers; Ramblings with Old Nic; Stormbird's personal recollections of the port of Patea.